# Leonhard Sohncke

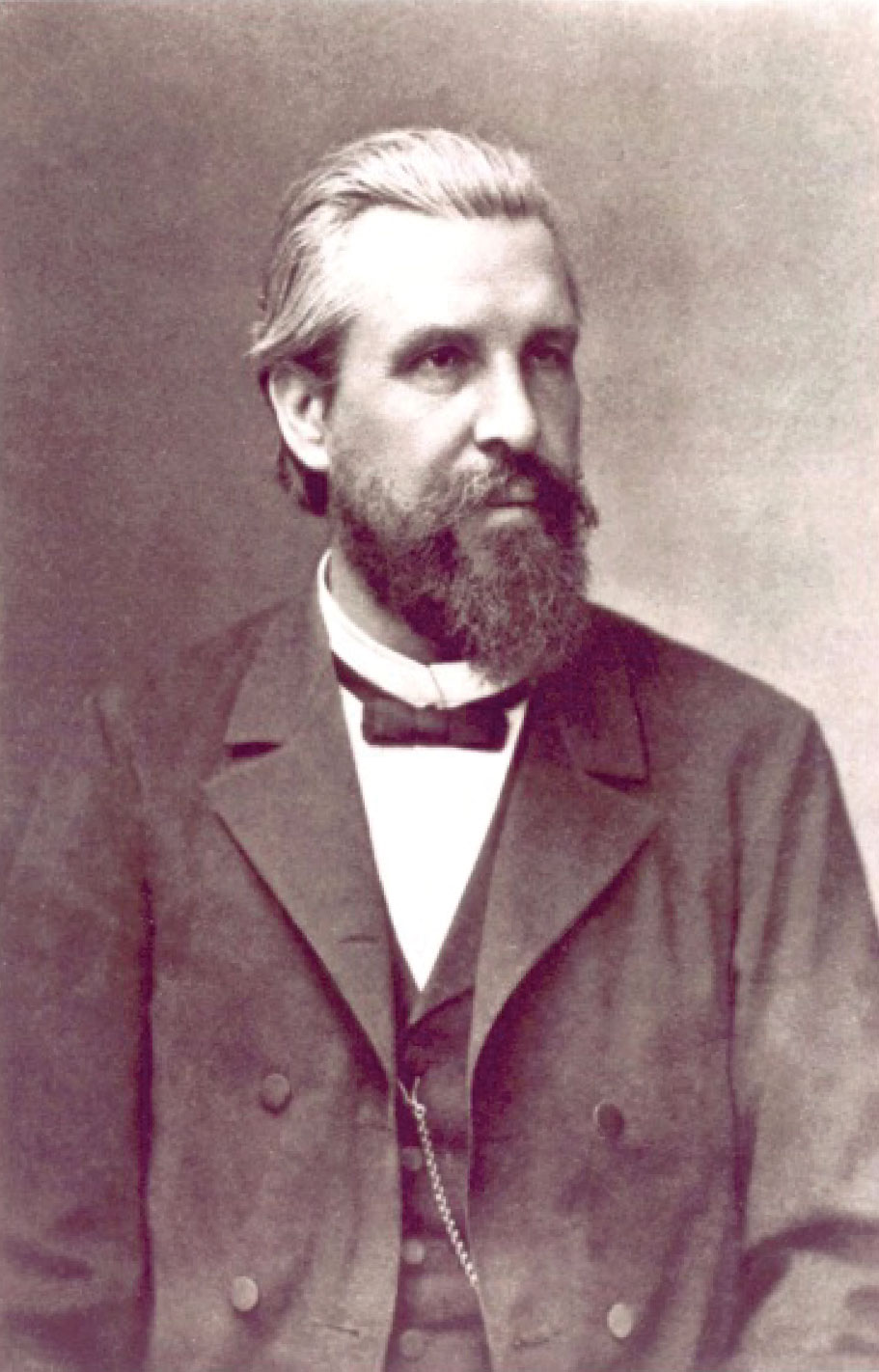
Leonhard Sohncke.

Leonhard Sohncke, född 22 februari 1842 i Halle an der Saale, död 2 november 1897 i München, var en tysk fysiker. 
Sohncke blev 1869 privatdocent i Königsberg, 1871 professor vid Polytechnikum i Karlsruhe och föreståndare för därvarande meteorologiska observatorium, senare professor i Jena samt 1888 professor i fysik vid Polytechnikum i München. 
Sohncke utförde särskilt inom kristalloptiken viktiga och grundläggande arbeten, bland annat rörande polarisationsplanets vridning och Newtonringar. Under de senaste åren av sitt liv ägnade han största intresset åt vetenskapliga luftfärder. Han var riddare av Zähringer Löwenorden.